# Fjärdegradsekvation

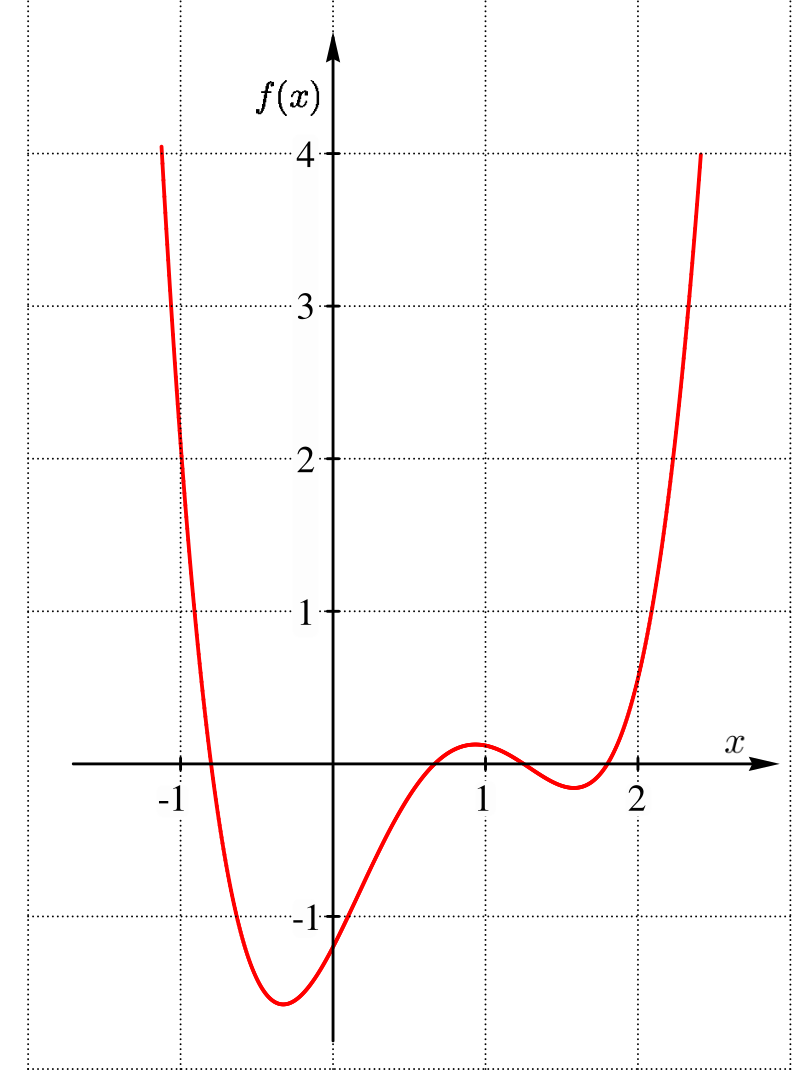
Graf över en fjärdegradsekvation med fyra reella rötter

En fjärdegradsekvation är en ekvation som kan skrivas på formen
{\displaystyle ax^{4}+bx^{3}+cx^{2}+dx+e=0\,}
där a ≠ 0.
Fjärdegradsekvationen har alltid fyra lösningar (rötter) räknade med multiplicitet. Om koefficienterna a, b, c, d och e alla är reella tal kommer även antingen alla fyra lösningarna, två av lösningarna eller ingen av lösningarna vara reella tal.
Fjärdegradsekvationen är den högsta graden av polynomiell ekvation som är lösbar i den generella formen av radikaler.

## Bakgrund
Den allmänna fjärdegradsekvationen löstes först efter det att den generella lösningsskissen för tredjegradsekvationen tagits fram. Detta skedde på 1500-talet av Cardanos elev L. Ferrari, men publicerades av Cardano i Ars Magna år 1545. Principen för lösningen av fjärdegradekvationen är att transformera den till en tredjegradsekvation och sedan lösa denna enligt lösningen för tredjegradsekvationer.

## Lösningsskiss
Det enklaste sättet att lösa en fjärdegradsekvation är att hitta en rot (r) och sedan dividera ekvationen med (x − r), för att på så sätt få en tredjegradsekvation som blir lättare att lösa.

### Enklare fall

#### Begränsat fall
Om e (konstanttermen) = 0 så kommer även en av rötterna att vara x = 0, och övriga rötter kan då finnas genom att dividera polynomet med x och sedan lösa den tredjegradsekvation man då får.

#### Uppenbara rötter: 1, −1 och −k
Antag att P(x) är en fjärdegradsekvation. Då {\displaystyle 1^{n}=1} är {\displaystyle P(1)=a+b+c+d+e}. Därav följer att om {\displaystyle a+b+c+d+e=0} så är P(1) = 0 och därigenom är x = 1 en rot till P(x). På samma sätt gäller även att om {\displaystyle a+c+e=b+d} så är x = −1 en rot.
Om b är en multipel (k) av a, e är en multipel (k) av d och c = 0, så är även x = −k en rot till ekvationen. Detta följer om ekvationen skrivs
{\displaystyle ax^{4}+akx^{3}+dx+dk=ax^{3}(x+k)+d(x+k)=(ax^{3}+d)(x+k)\,}.
Om polynomet i exemplen divideras med (x − 1), (x + 1) respektive (x + k), fås en tredjegradsekvation som sedan löses för att få fram övriga rötter.

#### Bikvadratisk ekvation
En fjärdegradsekvation där b och d är lika med 0 (alltså {\displaystyle ax^{4}+cx^{2}+e=0}) löses enkelt genom ett variabelbyte ({\displaystyle x^{2}=z}), som ger oss en andragradsekvation {\displaystyle az^{2}+cz+e=0} som sedan löses på sedvanligt sätt. Observera att lösningen av {\displaystyle az^{2}+cz+e=0} ger oss 1 eller 2 rötter, som sedan vid insättning i {\displaystyle x^{2}=z} ger oss 2 eller 4 rötter.

#### Halvsymmetrisk ekvation
Om vår fjärdegradsekvation ser ut enligt följande, så har vi en halvsymmetrisk ekvation:
{\displaystyle ax^{4}+bx^{3}+cx^{2}+bmx+am^{2}=0\,}
En halvsymmetrisk ekvation löses genom att första dela ekvationen med x 2 och sedan genomföra ett variabelbyte (z = x + m/x). Då får man åter igen en andragradsekvation som enkelt löses enligt gängse rutin.
{\displaystyle {\frac {ax^{4}+bx^{3}+cx^{2}+bmx+am^{2}}{x^{2}}}=ax^{2}+bx+c+{\frac {bm}{x}}+{\frac {am^{2}}{x^{2}}}=az^{2}+bz+c-2m\,}

### Allmän lösning, enligt Ferraris modell
Ferrari fann en metod för att lösa fjärdegradsekvationer som kan ta fram samtliga rötter oavsett multiplicitet. 
Först konverteras fjärdegradsekvationen till en komprimerad fjärdegradsekvation.

#### Konvertering till en komprimerad fjärdegradsekvation
Båda leden i ekvationen divideras med a,
{\displaystyle x^{4}+{b \over a}x^{3}+{c \over a}x^{2}+{d \over a}x+{e \over a}=0.}
Nästa steg är att eliminera x3-termen, vilket görs genom variabelbytet
{\displaystyle x=u-{b \over 4a}}
vilket ger
{\displaystyle \left(u-{b \over 4a}\right)^{4}+{b \over a}\left(u-{b \over 4a}\right)^{3}+{c \over a}\left(u-{b \over 4a}\right)^{2}+{d \over a}\left(u-{b \over 4a}\right)+{e \over a}=0.}
Därefter utvecklas ekvationen:
{\displaystyle \left(u^{4}-{b \over a}u^{3}+{6u^{2}b^{2} \over 16a^{2}}-{4ub^{3} \over 64a^{3}}+{b^{4} \over 256a^{4}}\right)+{b \over a}\left(u^{3}-{3u^{2}b \over 4a}+{3ub^{2} \over 16a^{2}}-{b^{3} \over 64a^{3}}\right)}{\displaystyle +{c \over a}\left(u^{2}-{ub \over 2a}+{b^{2} \over 16a^{2}}\right)+{d \over a}\left(u-{b \over 4a}\right)+{e \over a}=0.}
Efter förenkling erhålls
{\displaystyle u^{4}+\left({-3b^{2} \over 8a^{2}}+{c \over a}\right)u^{2}+\left({b^{3} \over 8a^{3}}-{bc \over 2a^{2}}+{d \over a}\right)u+\left({-3b^{4} \over 256a^{4}}+{cb^{2} \over 16a^{3}}-{bd \over 4a^{2}}+{e \over a}\right)=0.}
Därefter ges koefficienterna till u beteckningar enligt
{\displaystyle {\begin{aligned}\alpha &={-3b^{2} \over 8a^{2}}+{c \over a},\\\beta &={b^{3} \over 8a^{3}}-{bc \over 2a^{2}}+{d \over a},\\\gamma &={-3b^{4} \over 256a^{4}}+{cb^{2} \over 16a^{3}}-{bd \over 4a^{2}}+{e \over a}.\end{aligned}}}
Resultatet blir
{\displaystyle u^{4}+\alpha u^{2}+\beta u+\gamma =0\qquad \qquad (1)}
vilket är en komprimerad fjärdegradsekvation.
Om {\displaystyle \beta =0\ } så är ekvationen en Bikvadratisk ekvation, vilket enkelt löses enligt ovan.
Om {\displaystyle \gamma =0\ } så är en av rötterna u = 0, vilket är ett begränsat fall, vilket också löses enkelt enligt ovan.

#### Ferraris lösning
Om både {\displaystyle \beta \neq 0\ } och {\displaystyle \gamma \neq 0\ } så kan den komprimerade fjärdegradsekvationen lösas enligt Lodovico Ferraris metod.
När fjärdegradsekvationen är komprimerad adderas 
{\displaystyle (u^{2}+\alpha )^{2}-u^{4}-2\alpha u^{2}=\alpha ^{2}\,}
till ekvation (1), vilket ger
{\displaystyle (u^{2}+\alpha )^{2}+\beta u+\gamma =\alpha u^{2}+\alpha ^{2}.\qquad \qquad (2)}
Nästa steg är att addera en variabel y i parentesen i vänstra ledet i ekvation (2), och en motsvarande term 2y i koefficienten till u2-termen på högra sidan. Detta kan ske med hjälp av följande två samband i ekvation (2):
{\displaystyle {\begin{matrix}(u^{2}+\alpha +y)^{2}-(u^{2}+\alpha )^{2}&=&2y(u^{2}+\alpha )+y^{2}\ \ \\&=&2yu^{2}+2y\alpha +y^{2},\end{matrix}}}
och
{\displaystyle 0=(\alpha +2y)u^{2}-2yu^{2}-\alpha u^{2}\,}
Adderas dessa två samband erhålls
{\displaystyle (u^{2}+\alpha +y)^{2}-(u^{2}+\alpha )^{2}=(\alpha +2y)u^{2}-\alpha u^{2}+2y\alpha +y^{2}\qquad \qquad ({\hbox{insättning av }}y)\,}
som efter addition med ekvation (2) ger
{\displaystyle (u^{2}+\alpha +y)^{2}+\beta u+\gamma =(\alpha +2y)u^{2}+(2y\alpha +y^{2}+\alpha ^{2})\,}
vilket är ekvivalent med
{\displaystyle (u^{2}+\alpha +y)^{2}=(\alpha +2y)u^{2}-\beta u+(y^{2}+2y\alpha +\alpha ^{2}-\gamma ).\qquad \qquad (3)\,}
Nästa steg är att välja ett värde på y så att det högra ledet av ekvationen (3) blir en perfekt kvadrat. Detta görs enklast genom att låta diskriminanten av den kvadratiska funktionen bli noll. 
För att göra om det högra ledet av ekvation (3) till en perfekt kvadrat måste följande ekvation lösas:
{\displaystyle (-\beta )^{2}-4(2y+\alpha )(y^{2}+2y\alpha +\alpha ^{2}-\gamma )=0.\,}
Multiplicera ihop parenteserna
{\displaystyle \beta ^{2}-4(2y^{3}+5\alpha y^{2}+(4\alpha ^{2}-2\gamma )y+(\alpha ^{3}-\alpha \gamma ))=0\,}
Dividera båda sidorna med −4, och flytta −β2/4:
{\displaystyle 2y^{3}+5\alpha y^{2}+(4\alpha ^{2}-2\gamma )y+\left(\alpha ^{3}-\alpha \gamma -{\beta ^{2} \over 4}\right)=0\qquad \qquad }
vilket är en tredjegradsekvation i y, i vilken båda leden delas med 2,
{\displaystyle y^{3}+{5 \over 2}\alpha y^{2}+(2\alpha ^{2}-\gamma )y+\left({\alpha ^{3} \over 2}-{\alpha \gamma  \over 2}-{\beta ^{2} \over 8}\right)=0.\qquad \qquad (4)}
Genom ytterligare ett variabelbyte 
{\displaystyle y=v-{5 \over 6}\alpha }
blir ekvation (4)
{\displaystyle \left(v-{5 \over 6}\alpha \right)^{3}+{5 \over 2}\alpha \left(v-{5 \over 6}\alpha \right)^{2}+(2\alpha ^{2}-\gamma )\left(v-{5 \over 6}\alpha \right)+\left({\alpha ^{3} \over 2}-{\alpha \gamma  \over 2}-{\beta ^{2} \over 8}\right)=0.}
Expansion och förenkling ger ekvationen
{\displaystyle \left(v^{3}-{5 \over 2}\alpha v^{2}+{25 \over 12}\alpha ^{2}v-{125 \over 216}\alpha ^{3}\right)+{5 \over 2}\alpha \left(v^{2}-{5 \over 3}\alpha v+{25 \over 36}\alpha ^{2}\right)+(2\alpha ^{2}-\gamma )\left(v-{5 \over 6}\alpha \right)+\left({\alpha ^{3} \over 2}-{\alpha \gamma  \over 2}-{\beta ^{2} \over 8}\right)=0.}
{\displaystyle v^{3}+\left(-{\alpha ^{2} \over 12}-\gamma \right)v+\left(-{\alpha ^{3} \over 108}+{\alpha \gamma  \over 3}-{\beta ^{2} \over 8}\right)=0.}
Koefficienterna ges beteckningar enligt
{\displaystyle P=-{\alpha ^{2} \over 12}-\gamma ,}
{\displaystyle Q=-{\alpha ^{3} \over 108}+{\alpha \gamma  \over 3}-{\beta ^{2} \over 8}.}
vilket ger tredjegradsekvationen
{\displaystyle v^{3}+Pv+Q=0.\qquad \qquad (5)}
Lösningarna till ekvation (5), (vilken som helst fungerar med valfri komplex rot) räknas ut enligt
{\displaystyle y=-{5 \over 6}\alpha +U+V\qquad \qquad (6)}
där
{\displaystyle U={\sqrt[{3}]{-{Q \over 2}\pm {\sqrt {{Q^{2} \over 4}+{P^{3} \over 27}}}}}}
och V räknas ut enligt definitionerna som 
{\displaystyle -U^{3}-V^{3}=Q}
och 
{\displaystyle -3UV=P}
Detta ger att 
{\displaystyle V={\begin{cases}-{\frac {P}{3U}}&{\text{ if }}U\neq 0\\-{\sqrt[{3}]{Q}}&{\text{ if }}U=0\ .\end{cases}}}
Med y given av ekvation (6) är det klart att det högra ledet av ekvation (3) är en perfekt kvadrat av formen 
{\displaystyle (s^{2})u^{2}+(2st)u+(t^{2})=\left(\left({\sqrt {(s^{2})}}\right)u+{(2st) \over 2{\sqrt {(s^{2})}}}\right)^{2}}
(Detta gäller oavsett valt tecken framför rottecknen om samma tecken väljs för båda)
Detta gör att ekvationen kan skrivas om enligt
{\displaystyle (\alpha +2y)u^{2}+(-\beta )u+(y^{2}+2y\alpha +\alpha ^{2}-\gamma )=\left(\left({\sqrt {(\alpha +2y)}}\right)u+{(-\beta ) \over 2{\sqrt {(\alpha +2y)}}}\right)^{2}}.
Observera: Om β ≠ 0 så är α + 2y ≠ 0. Om β = 0 så skulle detta vara en bikvadratisk ekvation, vilket redan har behandlats.
Ekvation (3) kan därför skrivas:
{\displaystyle (u^{2}+\alpha +y)^{2}=\left(\left({\sqrt {\alpha +2y}}\right)u-{\beta  \over 2{\sqrt {\alpha +2y}}}\right)^{2}\qquad \qquad (7)}.
Förenkling, utveckling och samlande av termer ger ekvationen
{\displaystyle u^{2}+\left(\mp _{s}{\sqrt {\alpha +2y}}\right)u+\left(\alpha +y\pm _{s}{\beta  \over 2{\sqrt {\alpha +2y}}}\right)=0\qquad \qquad (8)}.
Anmärkning: Index s i {\displaystyle \pm _{s}} och {\displaystyle \mp _{s}} är där för att visa att de beror på varandra.
Ekvation (8) är en andragradsekvation till u med lösningen
{\displaystyle u={\pm _{s}{\sqrt {\alpha +2y}}\pm _{t}{\sqrt {(\alpha +2y)-4(\alpha +y\pm _{s}{\beta  \over 2{\sqrt {\alpha +2y}}})}} \over 2}.}
Förenklas denna lösning något erhålls slutligen
{\displaystyle u={\pm _{s}{\sqrt {\alpha +2y}}\pm _{t}{\sqrt {-\left(3\alpha +2y\pm _{s}{2\beta  \over {\sqrt {\alpha +2y}}}\right)}} \over 2}.}
Vilket ger lösningen på den ursprungliga fjärdegradsekvationen:
{\displaystyle x=-{b \over 4a}+{\pm _{s}{\sqrt {\alpha +2y}}\pm _{t}{\sqrt {-\left(3\alpha +2y\pm _{s}{2\beta  \over {\sqrt {\alpha +2y}}}\right)}} \over 2}.\qquad \qquad (9)}
Kom ihåg att de två {\displaystyle \pm _{s}} kommer från ekvation 8 och skall ha samma tecken, medan {\displaystyle \pm _{t}} kan vara både positiv och negativ, oberoende av {\displaystyle \pm _{s}}.

##### Sammanfattning av Ferrari's lösningsmetod
Om vi har en given ekvation:
{\displaystyle ax^{4}+bx^{3}+cx^{2}+dx+e=0,\,}
så kan man få ut dess lösningar med hjälp av följande beräkningar:
{\displaystyle \alpha =-{3b^{2} \over 8a^{2}}+{c \over a},}
{\displaystyle \beta ={b^{3} \over 8a^{3}}-{bc \over 2a^{2}}+{d \over a},}
{\displaystyle \gamma =-{3b^{4} \over 256a^{4}}+{cb^{2} \over 16a^{3}}-{bd \over 4a^{2}}+{e \over a}.}
Om {\displaystyle \,\beta =0,} så får vi
{\displaystyle x=-{b \over 4a}\pm _{s}{\sqrt {-\alpha \pm _{t}{\sqrt {\alpha ^{2}-4\gamma }} \over 2}}.}
Om {\displaystyle \,\beta \neq 0,}, så får vi istället:
{\displaystyle P=-{\alpha ^{2} \over 12}-\gamma ,}
{\displaystyle Q=-{\alpha ^{3} \over 108}+{\alpha \gamma  \over 3}-{\beta ^{2} \over 8},}
{\displaystyle R=-{Q \over 2}\pm {\sqrt {{Q^{2} \over 4}+{P^{3} \over 27}}},}
(Både plus och minus framför rottecknet fungerar.)
{\displaystyle U={\sqrt[{3}]{R}},}
(Har tre komplexa rötter, vilken som av dessa fungerar)
{\displaystyle y={\begin{cases}-{5 \over 6}\alpha +U-{\frac {P}{3U}}&{\text{om }}U\neq 0\\-{5 \over 6}\alpha -{\sqrt[{3}]{Q}}&{\text{om }}U=0\end{cases}}}
{\displaystyle W={\sqrt {\alpha +2y}}}
{\displaystyle x=-{b \over 4a}+{\pm _{s}W\pm _{t}{\sqrt {-\left(3\alpha +2y\pm _{s}{2\beta  \over W}\right)}} \over 2}.}
Båda ±s måste ha samma tecken medan ±t är oberende av de andra två. För samtliga lösningar, beräkna x med samtliga kombinationer av plus och minus för ±s och ±t.

## Femtegradsekvation
Fjärdegradsekvationen är den ekvation av högst grad som är lösningsbar enligt en generell mall där endast de fyra räknesätten och rotutdragning används. Detta visade Paolo Ruffini, men då hans resonemang hade vissa brister har beviset tillskrivits Niels Henrik Abel, norsk matematiker. Abel bevisade snarare att femtegradsekvationen är omöjlig att lösa enbart genom algebraiska operationer.